# Maison de l'Estrapade
La « Maison de l'Estrapade » (De Scupstoel en ancien néerlandais) est une ancienne maison médiévale qui fut démolie en 1444 pour faire place à l'aile droite de l'hôtel de ville de Bruxelles en Belgique.

## Historique
L'hôtel de ville de Bruxelles fut construit en deux temps : l'aile gauche fut construite de 1401 à 1421 en remplacement de l'ancienne maison des échevins tandis que l'aile droite fut édifiée de 1444 à 1449.
L'édification de l'aile droite impliqua la démolition en 1444 de trois maisons appelées De Scupstoel, 's Papenkeldere et De Moor, ce que l'on peut traduire par « Maison de l'Estrapade », « Maison de la Cave aux Moines » et « Maison du Maure ».
La « Maison de l'Estrapade » et ses deux voisines n'existent plus mais leur souvenir est perpétué par les sculptures qui ornent la galerie ouest de l'hôtel de ville. Ces sculptures sont dues à l'école bruxelloise de sculpture qui « atteignait son plein épanouissement au XVe siècle, au moment où il s'agissait de tailler dans la pierre d'innombrables statues, socles, dais, chapiteaux et culs-de-lampe » pour le nouvel hôtel de ville qui remplaçait l'ancienne chambre échevinale en bois.

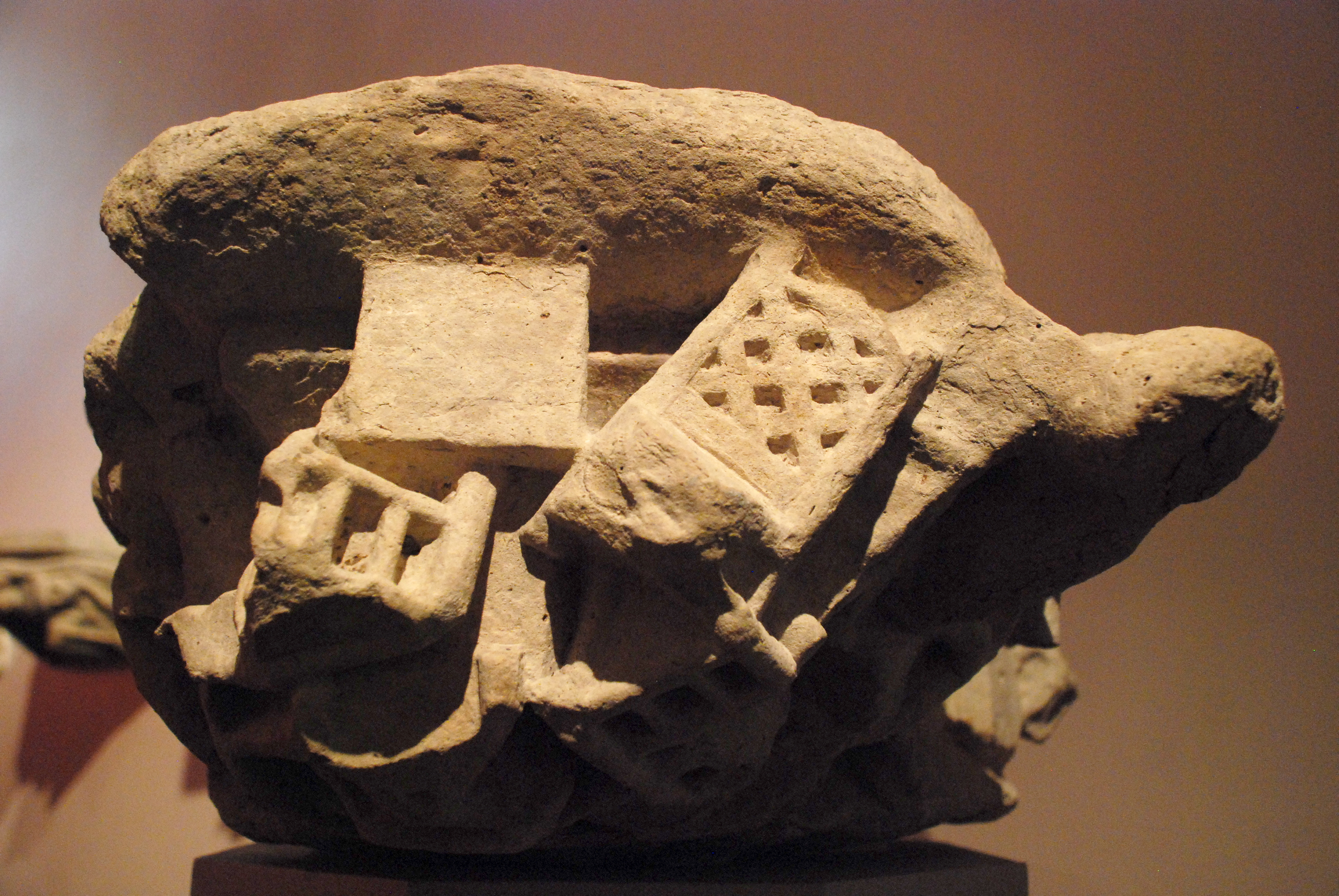
Le chapiteau original très dégradé, conservé au Musée communal, dans la Maison du Roi

## Étymologie
L'ancien néerlandais scupstoel (schopstoel) désigne un instrument de torture médiéval que l'on peut traduire par « chaise de bannissement » : il s'agissait d'une sorte de potence à bascule (wipgalg) qui servait à infliger le supplice de l'estrapade avant de procéder au bannissement du coupable hors de la ville (le verbe schoppen ayant eu jadis le sens de chasser, écarter).

## Description

### La maison et le chapiteau de l'Estrapade
La galerie ouest de l'hôtel de ville comprend six arcades : chacune des trois maisons disparues est représentée symboliquement par deux arcades et une colonne portant un chapiteau qui évoque le nom de la maison.
La « Maison de l'Estrapade » est représentée par les deux arcades situées contre le beffroi.
Ces deux arcades reposent sur une colonne ronde surmontée d'un beau chapiteau où les sculpteurs du XVe siècle ont évoqué le nom de la maison (Scupstoel ou Schopstoel) à la manière d'un rébus, en représentant des hommes qui évacuent (schoppen, écarter, chasser) des chaises (stoelen) et des tabourets au moyen de pelles (schoppen).
Le chapiteau est attribué à un atelier bruxellois actif vers 1445-1450.Le dessin original de Rogier de la Pasture se trouve à New York (une photo de celui-ci est présentée à la maison du Roi). Très dégradé, il a été refait au XIXe siècle et son original est conservé au Musée de la ville de Bruxelles, dans la « Maison du Roi » située juste en face.
|  |  |  |

### Les clés de voûte
L'humour des sculpteurs se retrouve au plafond de la galerie, orné de neuf clés de voûte représentant de grandes pelles entourant soit une chaise, soit un tabouret.
|  |  |  |

### Les culs-de-lampe
Le mur du fond de la galerie est orné de deux culs-de-lampe historiés représentant, à gauche, un bourgeois déplaçant des tabourets et, à droite, un artisan en train d'en fabriquer.
|  |  |

### La transition avec la Maison de la Cave aux Moines
La limite entre la « Maison de l'Estrapade » et la « Maison de la Cave aux Moines » est marquée par un cul-de-lampe humoristique où est représentée une dispute entre un bourgeois brandissant une chaise et un moine.

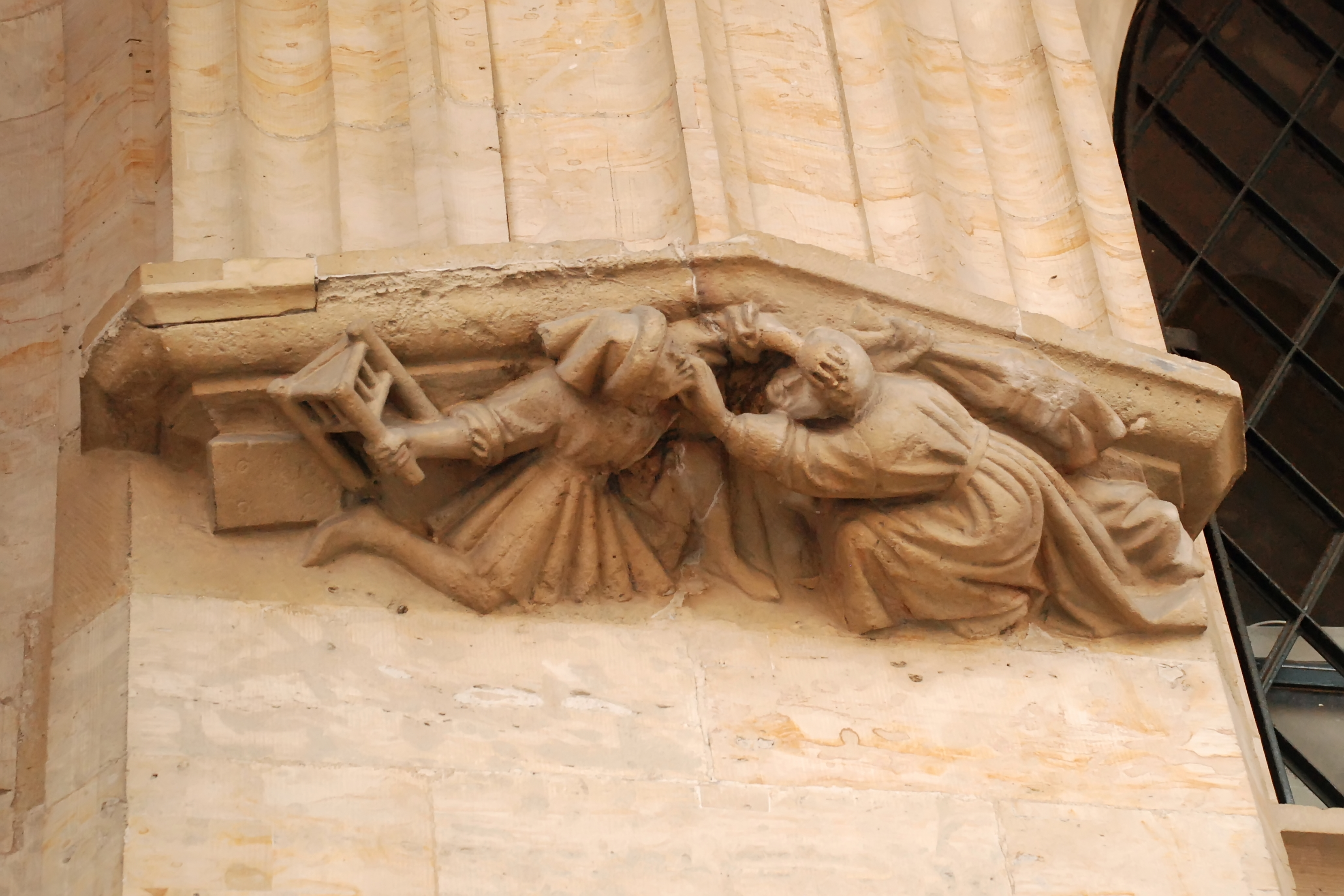
Bourgeois et moine